# China Strike Force
China Strike Force è un film del 2000 diretto da Stanley Tong.

## Produzione
Il film fu girato a Shanghai (Cina).
Il coreografo delle scene d'azione è lo stesso regista Stanley Tong.

## Distribuzione
Il film, girato a Shanghai, uscì a Hong Kong il 21 dicembre 2000. In Italia giunse nell'ottobre del 2004 e solamente nel circuito dell'home video.